# 도전율
도전율(導電率, conductivity) 또는 전도율은 물질에서 전류가 잘 흐르는 정도를 나타내는 물리량으로, 비저항(고유저항)의 역수다. 전도도와 유사한 값이나, 크기 변수인 전도도와 달리 세기 변수이다. 즉, 물체의 크기나 모양에 관계없는, 물질 고유의 성질이다. 국제 단위는 지멘스 매 미터 (S/m).

## 정의
어떤 물질에 전기장 {\displaystyle \mathbf {E} }가 걸리면 이에 비례하는 전류밀도 {\displaystyle \mathbf {J} }의 전류가 흐른다고 하자. 그렇다면 물질의 도전율 {\displaystyle \sigma }는 다음과 같다.
{\displaystyle \mathbf {J} =\sigma \mathbf {E} .}
등방성 물질에서는 도전율은 스칼라이나, 비등방성 물질의 경우엔 일반적으로 3×3 대칭 텐서다.
도전율의 역수는 비저항 {\displaystyle \rho }이다. 즉,
{\displaystyle \sigma =1/\rho }.
국제단위계에서, 도전율의 단위는 지멘스 매 미터다. 정전기 단위계에서는 매 초(s–1)이다.

## 순수 원소의 도전율
원소 기호 아래로 첫 번째 값은 20 °C에서의 도전율이고 두 번째 값은 0 °C의 도전율이다. 단위는 메가지멘스 매 미터 (MS/m). 주기성을 보임을 알 수 있다. 
| H            |              |        |            |        |            |        |             |            |            |              |              |            |            |            |        |    | He |
| Li 10.7 11.8 | Be 30.3 18   |        |            |        |            |        |             |            |            |              |              | B          | C          | N          | O      | F  | Ne |
| Na 21.2 23   | Mg 23.8 25   |        |            |        |            |        |             |            |            |              |              | Al 37.4 40 | Si 9.6     | P          | S      | Cl | Ar |
| K 14.7 15.9  | Ca 27.0 23.5 | Sc 1.5 | Ti 1.8 1.2 | V 0.5  | Cr 7.5 6.5 | Mn 0.6 | Fe 9.9 11.2 | Co 15.7 16 | Ni 14.5 16 | Cu 59.0 64.5 | Zn 16.8 18.1 | Ga         | Ge         | As         | Se 8.3 | Br | Kr |
| Rb 8.2       | Sr 4.4       | Y 1.8  | Zr 2.2     | Nb 6.2 | Mo 17.5    | Tc     | Ru 13.0     | Rh 21.2    | Pd 9.2     | Ag 61.4 66.7 | Cd 13.7 15   | In 11.3    | Sn 7.9 10  | Sb 2.4     | Te     | I  | Xe |
| Cs 5.0       | Ba 2.0 1.7   | *      | Hf 3.1     | Ta 7.4 | W 18.5     | Re 5.3 | Os 11.4     | Ir 19.6    | Pt 9.4     | Au 45.5 49   | Hg 1.0       | Tl 6.0     | Pb 4.8 5.2 | Bi 0.9 1.0 | Po     | At | Rn |